# Sant Petersburg
Sant Petersburg (en rus Санкт-Петербу́рг, transcrit Sankt-Peterburg, 'ciutat de sant Pere' en català), coneguda col·loquialment com a Питер (transcrit "Píter") i abans com a Leningrad (Ленингра́д, 1924-1991) i Petrograd (Петрогра́д, 1914-1924), és una ciutat de la Rússia nord-occidental, situada al delta del riu Neva, a l'extrem oriental del golf de Finlàndia, al mar Bàltic.
Va ser fundada pel tsar Pere el Gran el 16 de maig de 1703 amb la intenció de convertir-la en la "finestra de Rússia cap al món occidental". A partir d'aleshores es va convertir en capital de l'Imperi Rus durant més de dos-cents anys fins que després de la Revolució russa la capital del país va retornar a Moscou.
Actualment Sant Petersburg és la segona ciutat més gran de la Federació Russa amb 5.023.313 habitants, i una de les ciutats més grans d'Europa. El centre de la ciutat és considerat Patrimoni de la humanitat per la UNESCO. Sant Petersburg és, a més, seu de la cort constitucional de Rússia.

## Geografia

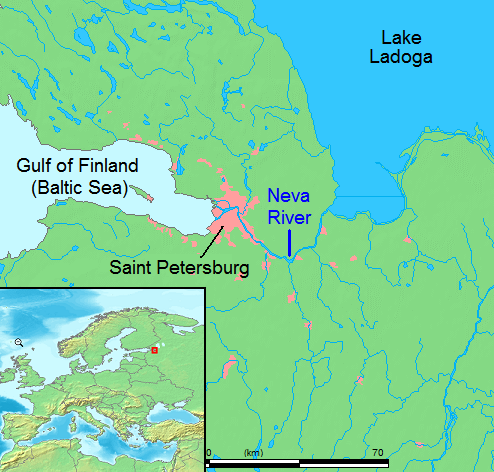
Mapa de Sant Petersburg, el Neva i el llac Làdoga

Sant Petersburg s'estén per la vora occidental del Nevà i pel centenar d'illes i illots que formen el seu delta. Al seu torn, el Neva, amb 40 km, l'enllaça amb el veí llac Làdoga i des d'aquí s'introdueix en el sistema de navegació interior dels cinc mars. A pesar de l'expansió de la construcció, una desena part de la superfície urbana està coberta per aigua: hi ha més de 86 petits rius i canals a la ciutat, com el de Griboiédov, amb una longitud total de gairebé 300 km. Dels 400 ponts, una de les belleses de Sant Petersburg, 21 són llevadissos.
Amb una població de 4.577.751 habitants el 2007, Sant Petersburg és la segona ciutat de Rússia, immediatament després de Moscou, la quarta més gran d'Europa, un important centre cultural europeu i el principal port rus al Bàltic. És la capital de la província (óblast) homònima. Sant Petersburg és el centre administratiu de l'óblast de Leningrad i del districte federal Nord-occidental (Северо-западный федеральный округ). S'estén des de les fronteres amb Estònia i Finlàndia fins a les vores del llac Onega. Malgrat el seu emplaçament al costat del mar, les condicions climàtiques es caracteritzen per una continentalitat pronunciada, en un territori dominat per boscos de coníferes.
La ciutat es caracteritza per freqüents canvis de masses d'aire, a causa sobre manera de l'activitat ciclònica. L'estiu està dominat per vents de l'oest i nord-oest; mentre que a l'hivern arriben vents de l'oest i sud-oest. La temperatura mitjana màxima registrada va ser de 37 °C, que va tenir lloc durant l'onada de calor succeïda a l'estiu de 2010. La temperatura més baixa registrada va ser de –35,9 °C el 1883. La temperatura mitjana anual és de 5,4 °C. El riu Neva als límits de la ciutat normalment es congela al novembre i desembre i el desglaç es produeix a l'abril. De desembre a març hi ha 123 dies coberts de neu de mitjana i n'assoleix 24 centímetres al febrer. El període lliure de glaçades a la ciutat són de 135 dies de mitjana. Sant Petersburg té un clima més tebi que les localitats perifèriques, però les condicions climàtiques són molt variables durant tot l'any.

## Història

### Fundació: Pere el Gran
El naixement de Sant Petersburg va unit tant a raons de tipus militar, és a dir, la construcció d'una base naval contra el poder suec, com a raons comercials. En estar els accessos de Rússia al mar bloquejats per Turquia, al mar Negre, i al nord pels gels que tancaven el port d'Arkhànguelsk durant molts mesos de l'any. Així, el 1702, el tsar Pere el Gran la funda com la "finestra d'Occident" i va funcionar com a capital del país durant el període imperial de la seva història fins al 1918.
Quan Pere el Gran va concebre aquest projecte, acabava de visitar els Països Baixos, on va conèixer l'art de la fusteria i hi havia pogut admirar les realitzacions urbanístiques d'Amsterdam. I des d'Holanda van arribar ja el 1698, anomenats pel tsar, els "artesans de totes les arts". Immediatament després de la fundació oficial de Sant Petersburg, el 16-29 de maig de 1702, va començar a edificar-se amb pedra, enfrontant-se a les no petites dificultats d'un terreny insà i pantanós del delta del Neva, que exigia obres de consolidació abans de suportar el pes de qualsevol edifici. Amb aquesta finalitat es van talar els boscos de l'entorn de la ciutat, que van subministrar la fusta necessària per clavar estaques al terreny. El volum dels treballs és fàcilment imaginable si es considera que la catedral de Sant Isaac es recolza en 24.000 troncs d'arbre clavats a terra. Les dificultats es van veure compensades per la proximitat amb Europa i per la possibilitat d'emprar una bona xarxa de comunicacions fluvials.
Amb el començament de les obres d'urbanització s'iniciava també la immigració d'artistes i tècnics europeus, en especial italians, considerats els millors constructors de l'època. L'ambaixador rus a Copenhaguen, Izmailov, va convidar a la ciutat per ordre del tsar l'arquitecte ticinès Domenico Trezzini, que treballava en aquell moment en la cort danesa. Trezzini va ser rebut
amb deferència i confiança pel sobirà i durant trenta anys d'intensa activitat va ocupar el càrrec d'arquitecte per excel·lència de la cort i va construir els edificis que serien punt de referència i desenvolupament de la nova ciutat.

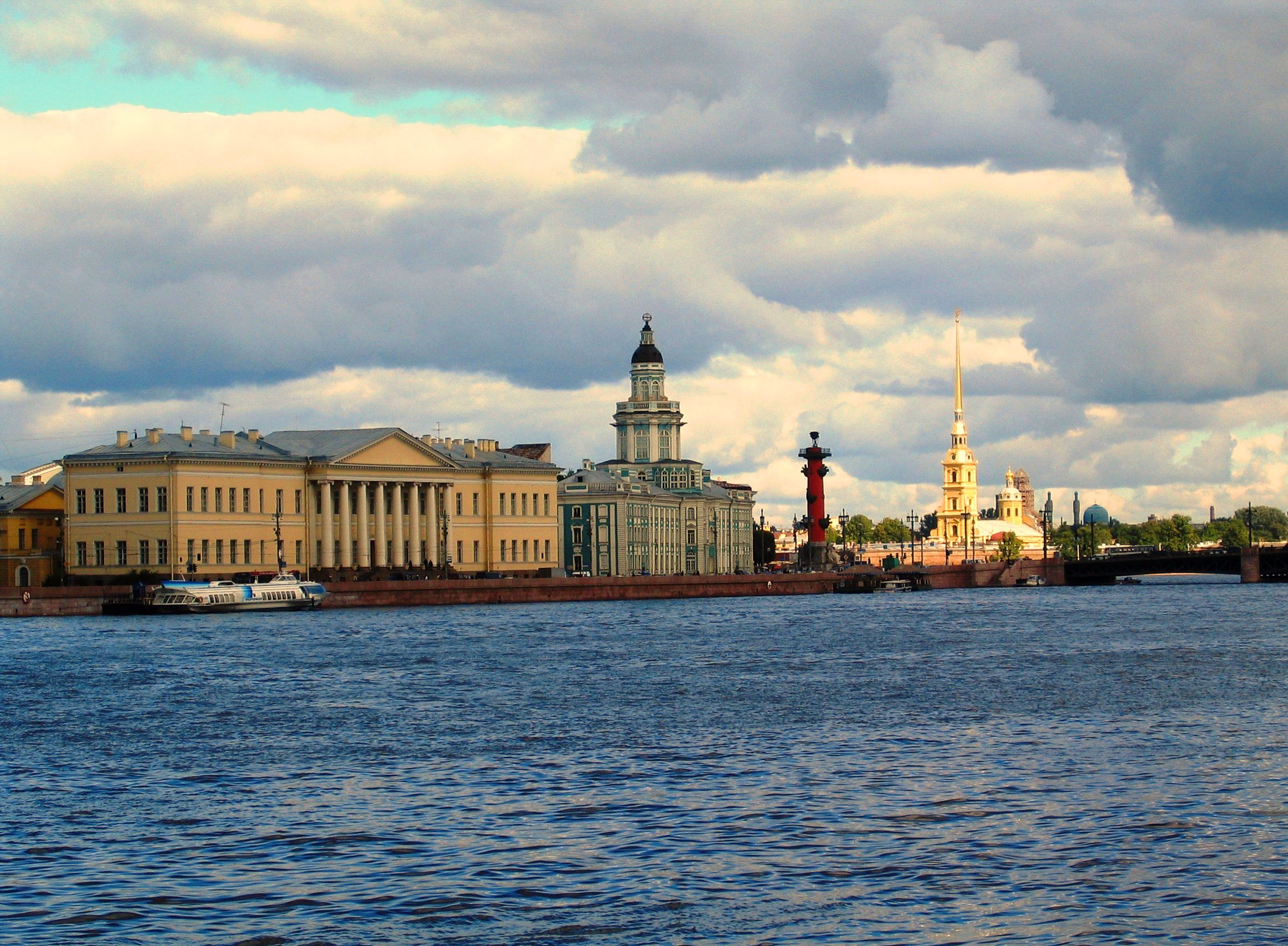
Un dels primers edificis importants que s'hi construïren, la fortalesa de Sant Pere i Sant Pau

Els primers edificis importants en són: la fortalesa de Sant Pere i Sant Pau amb la corresponent catedral, el primer palau d'Hivern, posteriorment reconstruït; el palau d'Estiu, els Dotze Col·legis (ministeris, en l'actualitat universitat), l'antic Gostini Dvor i el monestir d'Aleksandr Nevski. També va projectar diferents tipus d'habitatges destinats a la noblesa, els empleats estatals, els comerciants i els estrangers. La seva obra aportava una modernitat decisiva: d'un costat, la cobertura amb agulla de la catedral de Sant Pere i Sant Pau trencava amb la tradició russa de les cúpules en forma de bulb i, enllaçant amb les característiques arquitectòniques europees, establia un punt de referència en el panorama de la ciutat.
Pere el Gran va dictar el 1708 una sèrie de mesures destinades a afavorir l'increment demogràfic a partir de l'obligació imposada als aristòcrates de traslladar-se, complerta només en part abans de l'última i decisiva derrota dels suecs a Poltava, esdevinguda el 1709. Era tal l'amor de Pere el Gran per la "seva" ciutat, que el 1714 va ordenar que no es pogués construir cap edifici de pedra a Rússia, excepte a Sant Petersburg. Després d'aquesta disposició subjeia també un problema crònic de mà d'obra especialitzada que, poc estimulada per traslladar-se
a una ciutat encara pantanosa i omplerta de mosquits, es trobava en aquell moment amb el dilema d'establir-se a Sant Petersburg o canviar de feina.
El 1717 Pere va visitar França i va descobrir la grandiositat de l'escenografia París en general i de Versalles en particular. A la seva tornada a Rússia se'n va endur l'arquitecte Jean-Baptiste Alexandre Le Blond, a qui va encarregar el projecte del pla general de Sant Petersburg. Le Blond va interpretar perfectament el desig del tsar de fer de l'illa Vassílievski
el centre de la ciutat i va dissenyar una fortificació oval amb bastions que s'estenia per l'illa Petrovski, al nord-est, i per terra ferma, al sud, deixant la fortalesa a l'extrem oriental. Però Le Blond abandona el projecte per problemes diversos i només deixa el projecte del parc i del castell de Peterhof.
El 1716, havia arribat a Sant Petersburg, també des de París, convidat per l'ambaixador rus Lefort, un escultor florentí, el comte Carlo Bartolomeo Rastrelli, que seria l'autor de diverses obres, com el monument eqüestre de Pere I davant del castell dels Enginyers. L'acompanyava el seu fill Bartolomeo Francesco, nascut el 1700 a París, que, després de completar els seus estudis a Itàlia, es va establir a Rússia i va començar una activitat que el convertiria durant tot el segle en el més famós i acreditat arquitecte de l'imperi, fins al punt de crear un "estil Rastrelli". Vegeu Església del Salvador de la plaça Sennaia.

### Tsarina Elisabet Petrovna

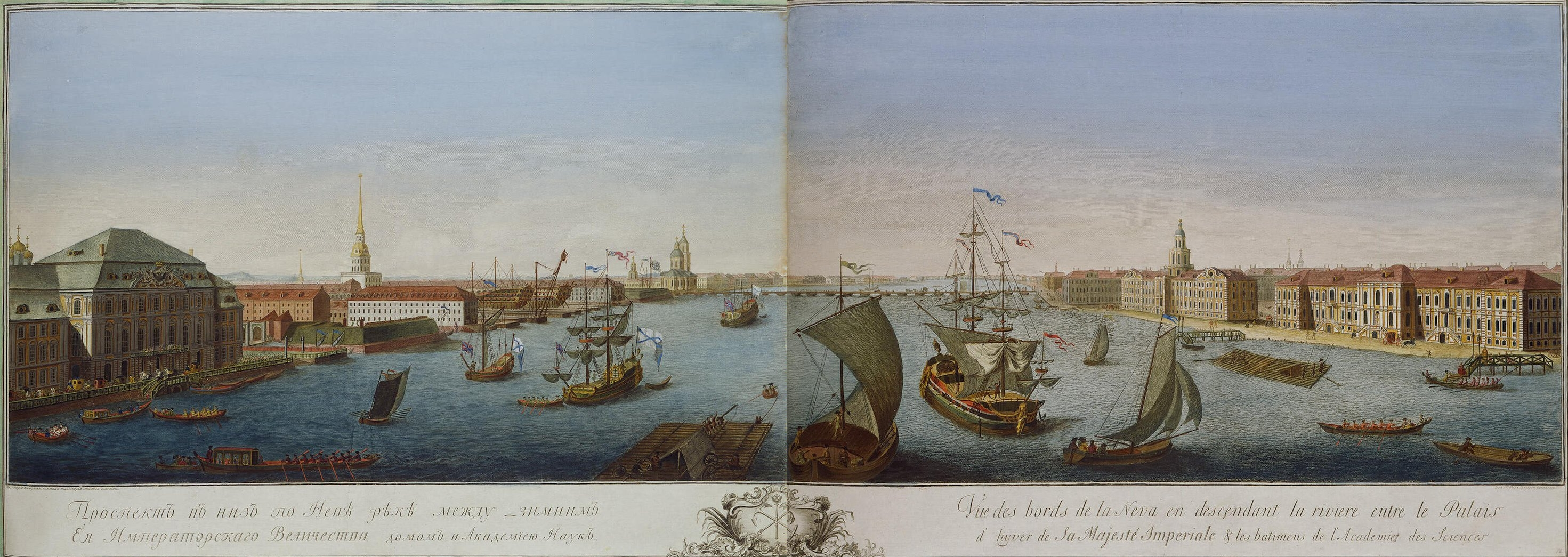
Sant Petersburg el 1753

Amb l'arribada al tron el 1730 de l'emperadriu Anna Ivànovna, es va enviar el jove Rastrelli a treballar a Moscou i posteriorment a Kíiv. El 1732 va reconstruir a Sant Petersburg el palau d'Hivern de Domenico Trezzini i, posteriorment, altres residències nobiliàries. L'any 1746 l'emperadriu Elisabet Petrovna va encarregar a Rastrelli el projecte de reconstrucció de Peterhof i el 1752 el de Tsàrskoie Seló. A Rastrelli li va correspondre una part considerable de la construcció de San Petersburg durant la segona meitat del segle xviii. El 1748 l'emperadriu Elisabet li va encarregar el projecte del monestir Smolni: obra mestra "russa" del rococó italià. L'altra gran obra de Rastrelli va ser el palau d'Hivern, la segona i definitiva fase del qual va ser començada el 1752. L'exemple per antonomàsia d'aquesta arquitectura van ser els palaus Razumovski (1760) i Stróganov (1754), ambdós obra de Rastrelli.

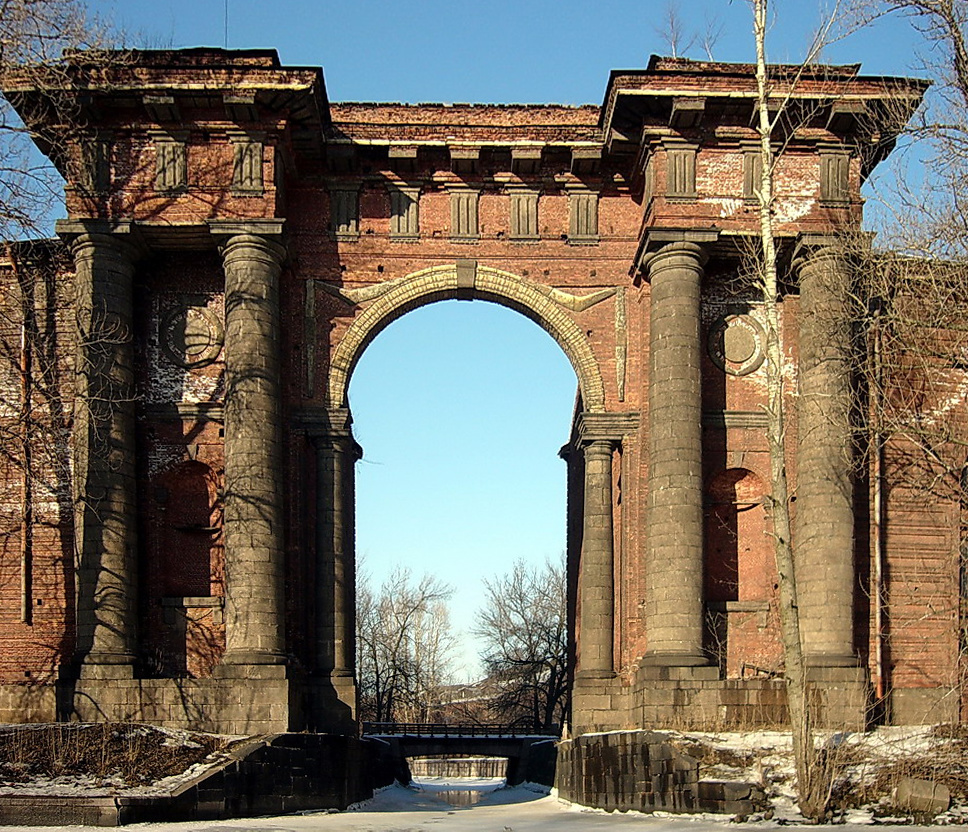
Arc de la Nova Holanda

El 1759 va arribar a Sant Petersburg, requerit per l'emperadriu, el francès Vallin de la Mothe, que va signar diversos palaus (Acadèmia de Belles Arts, 1765; el primer Ermitage, 1764; l'església de Santa Caterina i el Gostini Dvor): traslladà a la capital un llenguatge que orientaria la transició cap al classicisme, incorporant a l'obra barroca elements d'arquitectura pal·ladiana. Una etapa important en la introducció del nou estil va ser la realització de l'arc triomfal dòric de Nova Holanda.
Una vegada morta Elisabet, també el seu arquitecte preferit, Rastrelli, va caure en desgràcia. La nova emperadriu Caterina II va establir les bases per a la transformació de la ciutat i, després d'un concurs, el 1763 va demanar a Kràssov un nou projecte per a la capital inspirat en els principis neoclàssics. La tsarina va cridar altres arquitectes de prestigi i refinament pal·ladià. Els palaus es van embellir, per ordre de l'emperadriu, amb pintures italianes (Piranesi, Pannini) i franceses (Hubert Robert, Houël).
El primer arquitecte que va arribar a la cort de Caterina va ser l'italià Antonio Rinaldi, que va treballar als parcs imperials des de 1755 i va ser autor del palau Xinès d'Oranienbaum. El seu primer treball a Sant Petersburg, el palau Orlov, més conegut com el palau de Marbre, de 1768-1785, representava la nova tendència cap al neoclassicisme, encara que conservant un fort caràcter barroc.

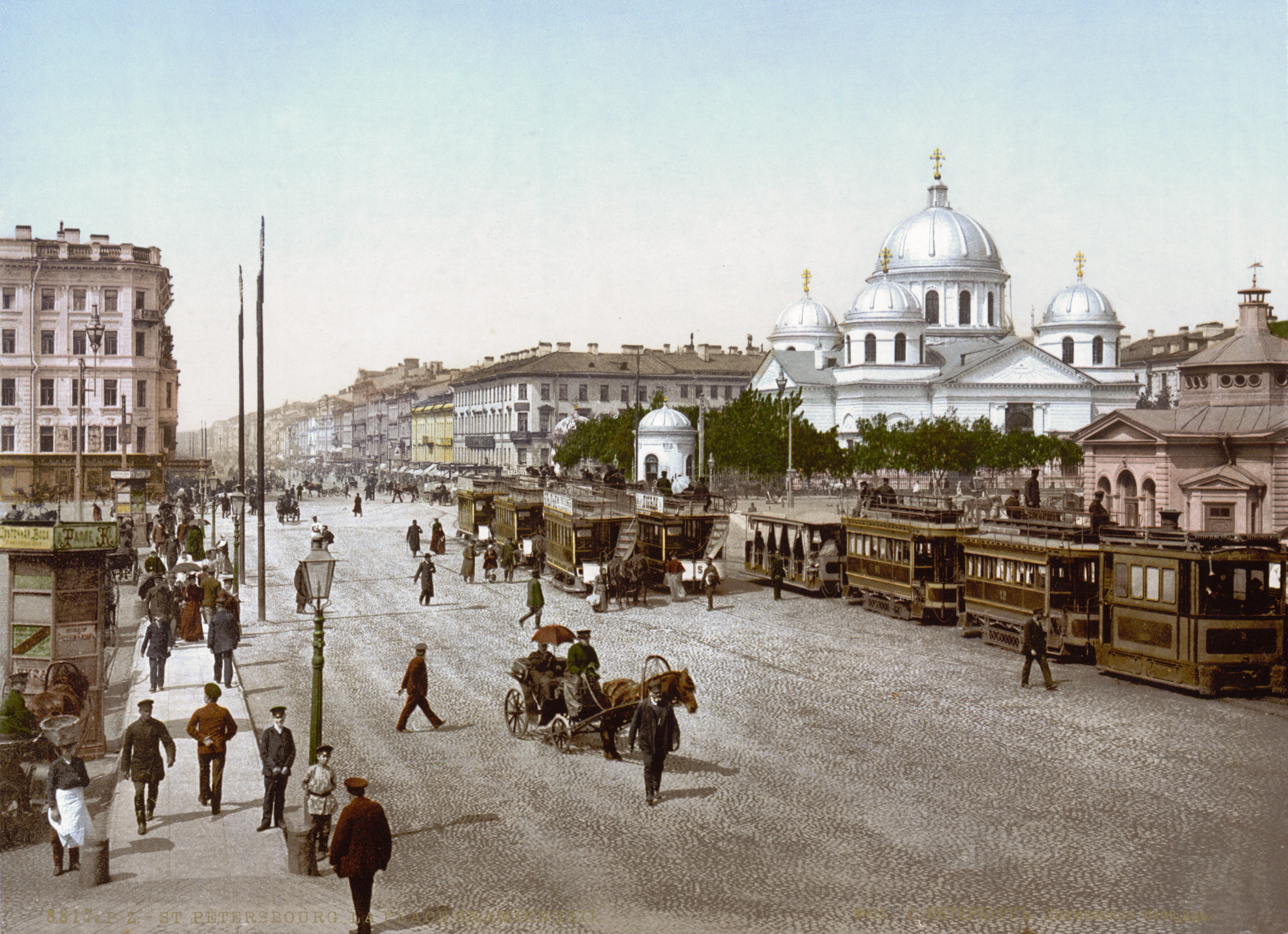
L'avinguda Nevski als anys 1890, prop de l'estació Nicolau, avui estació de Moscou

Caterina va convidar el 1779 altres arquitectes italians com Giacomo Trombara, recordat pel seu palau dels Caçadors a Tsàrskoie Seló i per les cavallerisses reials al costat del Moika, i sobretot Giacomo Quarenghi, que, fidel a la conversió de la tsarina al gust neoclàssic, va treballar a Sant Petersburg fins a 1810: hi deixà un gran nombre d'edificis, més de 30, entre els quals destaquen el palau Anglès de Peterhof, l'antiga borsa, el Teatre de l'Ermitage, l'església dels Cavallers de Malta i la Banca d'Estat, que n'introdueix una interpretació pal·ladiana del neoclassicisme.
Amb l'arribada del romanticisme, el descobriment de les arrels populars i l'atenció a la idiosincràsia artística nacional van fer ressorgir l'arquitectura autòctona, donant lloc a una ferma
reacció contra el neoclassicisme, considerat en aquell moment com un estil fred, uniforme i responsable d'un fictici acostament a la cultura europea. Aquesta recerca va desembocar en el naixement d'un estil eclèctic anomenat pseudorús, exhaustivament representat per l'església de la Resurrecció, de 1883-1907, construïda amb clara referència a la catedral de Sant Basili de Moscou, dels segles xvi i xvii.

### Després de la Revolució

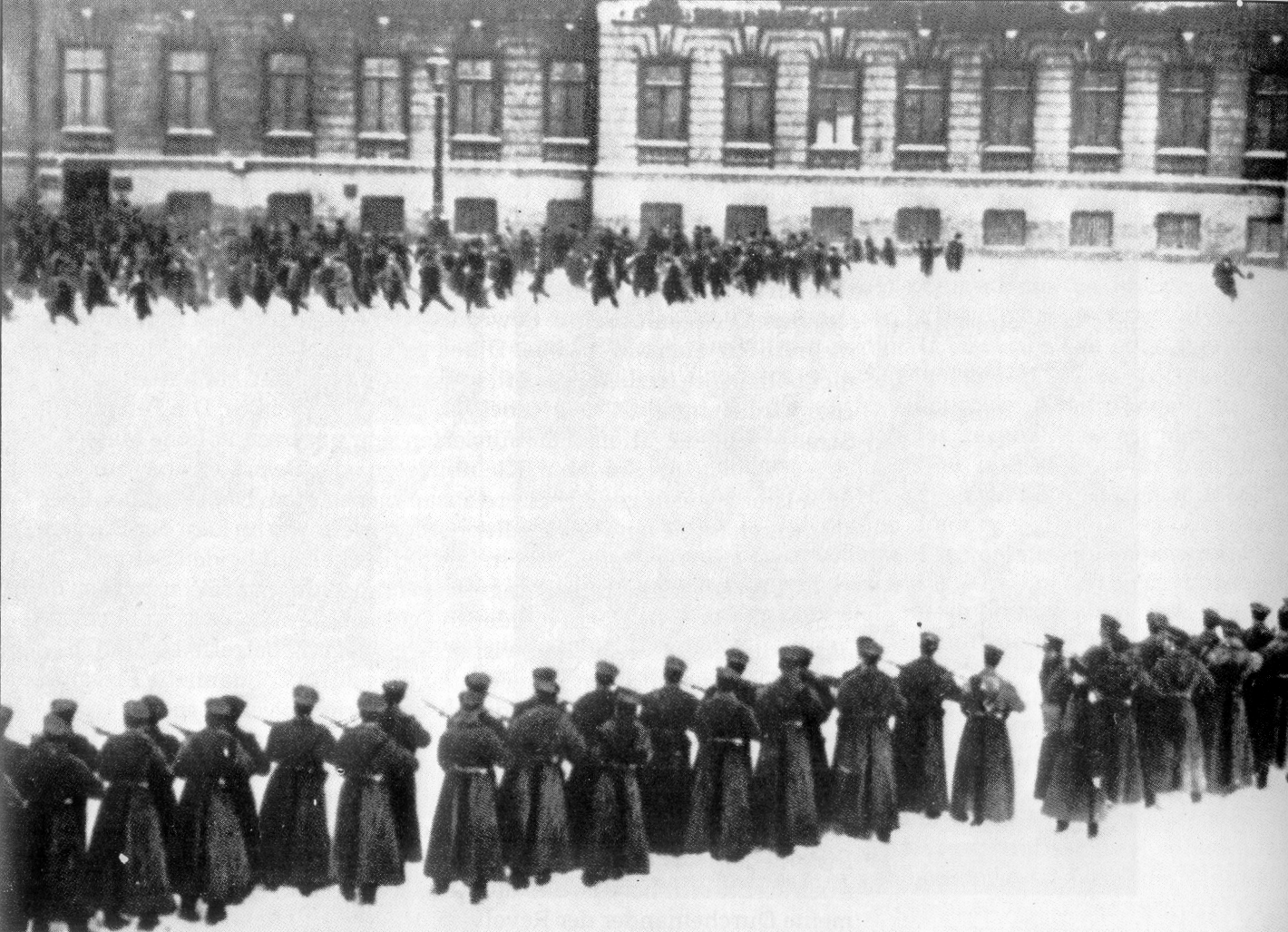
El 22 de gener de 1905, l'exèrcit metralla la multitud reunida davant el palau d'Hivern; anomenat el Diumenge Sagnant, l'esdeveniment llança la Revolució de 1905

Sant Petersburg fou el principal escenari de la Revolució d'octubre. Petrograd, topònim que va designar la ciutat des de 1914 a 1924, va assistir a una transformació semblant en
el pla artístic. La victòria dels bolxevics es va correspondre amb el final de l'academicisme i una intensa obra disgregadora de la cultura figurativa del segle xix, conduïda amb una extraordinària sinergia per pintors, escultors, dibuixants, poetes i arquitectes.
En el camp de l'arquitectura el naixent moviment del constructivisme es va coordinar amb el llenguatge del cubisme, futurisme i el suprematisme europeu, elaborant nous models de ciutat lineal que van substituir la divisió històrica centre-perifèria i nous tipus de cases comunitàries per resoldre la dramàtica manca d'habitatges, com els gratacels horitzontals d'El Lissitzky i les "cases del futur" de Malèvitx. Tanmateix, com que Petrograd representava històricament el centre del poder imperial i de l'aristocràcia, el trasllat de la capital a Moscou, ordenat per Lenin el 1918, significava l'esgotament de l'antic sistema de poder i inevitablement va suscitar la polèmica dels arquitectes sobre la construcció de la nova capital soviètica. A les escasses edificacions realitzades durant aquest període se superposarien els encàrrecs derivats de la urgència d'un programa d'edificació, mentre que l'exigència de control de les avantguardes desembocaria en l'afirmació dels principis del realisme socialista com a única forma possible d'art.
El 1924, pocs dies després de la mort de Lenin, la ciutat va canviar el nom pel de Leningrad. Durant els anys 30 es va començar a construir edificis més alts, però aquests van quedar circumscrits als barris perifèrics, deixant gairebé intacte el tradicional aspecte de la ciutat.

### La reconstrucció de la postguerra

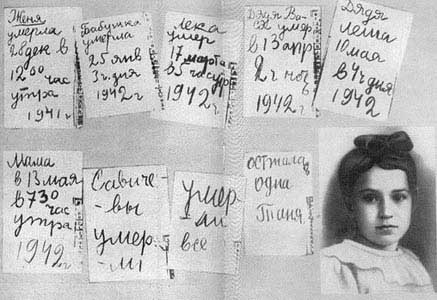
Tània Sàvitxeva, 11 anys, morta de gana durant el setge, va anotar les defuncions dels membres de la seva família; la seva última nota fou: «Tots són morts, estic molt sola»

La Segona Guerra Mundial va deixar Leningrad gairebé destruïda a conseqüència d'un llarguíssim i cruent setge de 900 dies, que va penetrar a pocs quilòmetres del centre històric. Acabada la guerra, es va iniciar un intens període de reconstrucció suportat amb enormes esforços i caracteritzat per la reelaboració dels ordres clàssics pròpia de l'academicisme estalinista.
El 1955 se'n va inaugurar del primer trajecte del metro: menys sumptuós que el moscovita, va significar una parcial superació de l'estètica triomfal davant solucions d'alta enginyeria, com el túnel sota el Neva. La planificació actual de la ciutat ha establert un límit demogràfic màxim, prohibint en el perímetre urbà tots els edificis no destinats a serveis per als ciutadans i promovent la creació de noves ciutats satèl·lit.

## Economia
A Sant Petersburg són representats tots els sectors productius, amb predomini dels siderúrgics i metal·lúrgics, en relació també amb l'aprovisionament de matèries primeres a Carèlia i les regions pròximes. Tenen també gran importància els complexos mecànics, químics i petroquímics, farmacèutics, de cautxú, tèxtils, paperers i alimentaris.
Tanmateix, el paper econòmic de la ciutat es manifesta sobretot com a gran metròpoli del nord, en què destaquen, a més de les funcions administratives, polítiques i militars, també les directives en relació amb un extens territori d'enorme importància estratègica.

## Cultura
No menys important, tant ahir com avui, és la funció cultural de Sant Petersburg, en tot moment la ciutat més cosmopolita del gran imperi tsarista i després de l'estat soviètic; la ciutat inclou més de 50 museus i galeries, 2.600 biblioteques, 18 teatres i més de 180 instituts d'investigació. Un
patrimoni artístic i cultural molt inestimable, que fa de Sant Petersburg la ciutat russa més visitada pels turistes juntament amb Moscou.

### Llocs d'interès
Sant Petersburg és la ciutat més septentrional del món amb més d'un milió d'habitants. El centre urbà fou declarat per la UNESCO Patrimoni de la Humanitat; la ciutat, que durant més de 200 anys va ser el centre polític i cultural de Rússia, actualment és encara impressionant, i sovint és anomenada "la capital del Nord" (северная столица, sévernaia stolitsa). Entre els seus monuments destaquen l'antic palau d'Hivern (que alberga el Museu de l'Ermitage), la fortalesa Petropàvlovskaia (o de Sant Pere i Sant Pau), les catedrals de Sant Isaac, Kazan, Smolni i Santa Trinitat i l'església de la Resurrecció (o del Salvador, o del Vessament de la Sang).

### Sant Petersburg i la música
Com a cor cultural de Rússia, Sant Petersburg ha atret generacions de compositors i inspirat talents de tot el país. Mikhaïl Glinka (1804-1857) és considerat per molts com el pare de la música clàssica russa. El 1836 va estrenar a Sant Petersburg Una vida pel tsar, que narra la dramàtica història d'un camperol, Ivan Sussanin, que se sacrifica per salvar Mikhaïl Romànov; encara que la influència europea era evident, la història era netament russa.
A la segona meitat del segle xix, diverses escoles de renom amb base a la capital van veure
néixer alguns dels músics i virtuosos més famosos del país. El conegut com a Grup dels Cinc -Modest Mússorgski, Nikolai Rimski-Kórsakov, Aleksandr Borodín, Cèsar Cui i Mili Balàkirev- va indagar en el folklore nacional a la recerca de temes característicament
russos. Tractaven de trobar un so únic usant tota una sèrie d'artefactes tonals i harmònics. El seu principal oponent era la Societat Musical Russa, d'Anton Rubinstein, d'arrels conservadores i que va acabar convertint-se en el Conservatori de Sant Petersburg el 1861. La rivalitat entre ambdues escoles era ferotge. Rimski-Kórsakov va escriure en les seves memòries: Rubinstein tenia una bona reputació com a pianista, però mancava de talent i gust com a compositor.
Txaikovski (1840-1893) va semblar trobar un territori intermedi, abraçant tant el folklore i la música russos com les disciplines dels compositors europeus occidentals. El 1890 va estrenar La dama de piques al Teatre Mariïnski. Aquesta adaptació del famós conte de Puixkin va sorprendre i vigoritzà la comunitat artística, sobretot per les seves desviacions del text original, que la dotaven d'un major cinisme i una mena de malenconia, que la lligaven al Sant Petersburg contemporani.
Txaikovski, àmpliament reconegut com el degà dels compositors russos, és l'autor d'algunes de les més importants obres de la història de la música, entre aquestes la magnífica Obertura 1812, els seus concerts i simfonies, els ballets El llac dels cignes, La bella dorment i El trencanous i l'òpera Eugeni Oneguin. Totes elles, sens dubte, les més representades al Mariïnski i altres teatres de Sant Petersburg.
Seguint les petjades romàntiques de Txaikovski va sorgir l'innovador Ígor Stravinski (1882-1971). Encara que va fugir de Rússia després de la revolució, la seva infantesa, transcorreguda a San Petersburg, va resultar clau en la seva música. La consagració de la primavera, que va causar autèntic furor en la seva estrena parisenca, Petruixka i L'ocell de foc estan influïdes per la música tradicional russa. El discurs oficial soviètic era que Stravinski era un "renegat polític i ideològic", però se'l va rehabilitar quan va visitar l'URSS, on va ser rebut pel mateix Khrusxov.
L'Orquestra Filharmònica de Sant Petersburg, també coneguda com a Orquestra Filharmònica de Leningrad durant un temps, va ser fundada el 1882 i fins avui continua sent l'orquestra simfònica més antiga de Rússia.
Amb tretze anys, Serguei Prokófiev (1891-1953) fou l'estudiant més jove que mai havia estat admès al conservatori de Sant Petersburg, on tingué com a mestres Rimski-Kórsakov, Glazunov i Liàdov. Després dels difícils anys de la Revolució russa (1916-1918), Prokófiev decidí treballar amb més tranquil·litat fora de la seva terra natal. L'acollida triomfal que li feu Rússia en la seva gira com a concertista l'any 1928 li feu replantejar-se l'exili voluntari. Durant la primavera de 1933, després d'haver realitzat molts concerts per tot el món, decidí retornar definitivament a la seva pàtria. Un cop acabada la Segona Guerra Mundial, els desigs de canvi estètic com a compositor van topar amb les restrictives pautes ideològiques de la dictadura musical imposada pel règim estalinista. El compositor va arribar a ser prohibit i va ser acusat d'«antidemocràtic, degenerat i burgès» i «aliè als gustos artístics del poble soviètic».
Una cosa semblant li va passar a Dmitri Xostakóvitx (1906-1975), que el govern va lloar i condemnar alternativament. Va estudiar al Conservatori de Petrograd, on va suspendre els exàmens de Metodologia marxista però va aconseguir compondre la seva primera simfonia abans de graduar-se el 1926. Va escriure partitures denses i estrambòticament dissonants així com música tradicional més accessible. Després de ser oficialment condemnat per Stalin, la Setena simfonia (simfonia Leningrad) li va tornar els honors oficials i una gran ovació internacional quan va ser representada en plena Segona Guerra Mundial. Les autoritats van canviar d'opinió de nou i van prohibir la seva música per antisoviètica el 1948, per rehabilitar-lo una altra vegada després de la mort de Stalin. Avui dona nom a l'aclamada Xostakóvitx Filharmònica, on l'orquestra local actua regularment.

## Fills il·lustres
- Aleksandr Alekséievitx Gorski (1871-1924), ballarí, coreògraf i professor de ballet
- Lou-Andrea-Salomé (1861-1937), escriptora i intel·lectual
- Mikhaïl Kutúzov (1745–1813), mariscal de camp
- Karl Briul·lov (1799–1852), pintor
- Aleksandr Villoing (1808–1878), mestre de piano i teòric musical
- Konstantin Villebois (1817–1882), compositor musical
- Georg Cantor (1845–1918), matemàtic i filòsof alemany
- Peter Carl Fabergé (1846 - 1920), joier
- Emanuel Schiffers (1850–1904), jugador i escriptor d'escacs jueu
- Vladímir Golenísxev (1856–1946), egiptòleg
- Aleksandr Koltxak (1874–1920), almirall de la flota russa
- Anna Pàvlova (1881–1931), famosa ballarina de ballet d'inicis del segle XX
- Alexander Friedmann (1888–1925), físic i matemàtic
- Liubov Txernixeva (1890–1976), ballarina
- Vladímir Nabókov (1899–1977), escriptor russoamericà
- Aleksei Kosiguin (1904–1980), polític soviètic, primer ministre de l'URSS entre els anys 1964 i 1980
- Ilià Frank (1908-1990), Premi Nobel de Física de l'any 1958
- Leonid Kantoròvitx (1912-1986), economista, Premi Nobel d'Economia de 1975
- Ielena Obraztsova (1937–2015), mezzosoprano
- Joseph Brodsky (1940–1996), poeta estatunidenc d'origen soviètic
- Ciril I de Moscou (1946), patriarca de Moscou, primat de l'Església ortodoxa russa
- Vladímir Putin (1952), polític, president de Rússia
- Víktor Tsoi (1962–1990), músic i cantant
- Dmitri Medvédev (1965), polític, president de Rússia (2008–2012)
- Grigori Perelman (1966), matemàtic
- Andrei Arxavin (1981), futbolista professional
- Alexander Nicolaievitx Schaefer (1866-1914), director d'orquestra i compositor musical
- Boris Delone (1890-1980), matemàtic
- Nikolai Kotxin (1901-1944), matemàtic i físic
- Nina Andreyeva, química russa.

## Demografia
Evolució de la població de la ciutat de Sant Petersburg:
| Any  | Habitants |
| ---- | --------- |
| 1725 | 75.000    |
| 1750 | 150.000   |
| 1800 | 300.000   |
| 1846 | 336.000   |
| 1852 | 485.000   |
| 1858 | 520.100   |
| 1864 | 539.100   |

| Any  | Habitants |
| ---- | --------- |
| 1867 | 667.000   |
| 1873 | 842.900   |
| 1881 | 876.600   |
| 1886 | 928.600   |
| 1891 | 1.035.400 |
| 1897 | 1.264.900 |
| 1901 | 1.439.400 |

| Any  | Habitants |
| ---- | --------- |
| 1908 | 1.678.000 |
| 1910 | 1.962.000 |
| 1915 | 2.318.600 |
| 1920 | 722.000   |
| 1926 | 1.616.100 |
| 1936 | 2.739.800 |
| 1939 | 3.191.300 |

| Any  | Habitants |
| ---- | --------- |
| 1944 | 2.559.000 |
| 1959 | 2.888.000 |
| 1970 | 3.512.974 |
| 1979 | 4.072.528 |
| 1989 | 4.460.424 |
| 2002 | 4.159.635 |
| 2005 | 4.596.000 |

## Clima
Malgrat el seu emplaçament al costat del mar, les condicions climàtiques es caracteritzen per una continentalitat pronunciada, en un territori dominat per boscos de coníferes. Especialment durs són els hiverns: la temperatura mitjana diària és inferior a 0 °C de finals d'octubre a mitjan març, mentre que només el juny i juliol s'aconsegueix superar els 18 °C. Les precipitacions oscil·len
entre 500 i 600 mm anuals, repartides preferentment durant els mesos d'estiu, A causa del gel hivernal, les aigües del mar bàltic es cobreixen d'una cap de gel, bloquejant pràcticament l'accés al port. Un canal expressament obert a la capa gelada i mantingut constantment lliure permet l'accés a les instal·lacions portuàries.
| Dades climàtiques a Saint Petersburg 1981-2010 | Dades climàtiques a Saint Petersburg 1981-2010 | Dades climàtiques a Saint Petersburg 1981-2010 | Dades climàtiques a Saint Petersburg 1981-2010 | Dades climàtiques a Saint Petersburg 1981-2010 | Dades climàtiques a Saint Petersburg 1981-2010 | Dades climàtiques a Saint Petersburg 1981-2010 | Dades climàtiques a Saint Petersburg 1981-2010 | Dades climàtiques a Saint Petersburg 1981-2010 | Dades climàtiques a Saint Petersburg 1981-2010 | Dades climàtiques a Saint Petersburg 1981-2010 | Dades climàtiques a Saint Petersburg 1981-2010 | Dades climàtiques a Saint Petersburg 1981-2010 | Dades climàtiques a Saint Petersburg 1981-2010 |
| Mes                                            | gen                                            | febr                                           | març                                           | abr                                            | maig                                           | juny                                           | jul                                            | ag                                             | set                                            | oct                                            | nov                                            | des                                            | anual                                          |
| ---------------------------------------------- | ---------------------------------------------- | ---------------------------------------------- | ---------------------------------------------- | ---------------------------------------------- | ---------------------------------------------- | ---------------------------------------------- | ---------------------------------------------- | ---------------------------------------------- | ---------------------------------------------- | ---------------------------------------------- | ---------------------------------------------- | ---------------------------------------------- | ---------------------------------------------- |
| Màxima rècord °C (°F)                          | 8.7 (47.7)                                     | 10.2 (50.4)                                    | 14.9 (58.8)                                    | 25.3 (77.5)                                    | 32.0 (89.6)                                    | 34.6 (94.3)                                    | 35.3 (95.5)                                    | 37.1 (98.8)                                    | 30.4 (86.7)                                    | 21.0 (69.8)                                    | 12.3 (54.1)                                    | 10.9 (51.6)                                    | 37.1 (98.8)                                    |
| Màxima mitjana °C (°F)                         | −3.0 (26.6)                                    | −3.0 (26.6)                                    | 2.0 (35.6)                                     | 9.3 (48.7)                                     | 16.0 (60.8)                                    | 20.0 (68)                                      | 23.0 (73.4)                                    | 20.8 (69.4)                                    | 15.0 (59)                                      | 8.6 (47.5)                                     | 2.0 (35.6)                                     | −1.5 (29.3)                                    | 9.1 (48.4)                                     |
| Mitjana diària °C (°F)                         | −5.5 (22.1)                                    | −5.8 (21.6)                                    | −1.3 (29.7)                                    | 5.1 (41.2)                                     | 11.3 (52.3)                                    | 15.7 (60.3)                                    | 18.8 (65.8)                                    | 16.9 (62.4)                                    | 11.6 (52.9)                                    | 6.2 (43.2)                                     | 0.1 (32.2)                                     | −3.7 (25.3)                                    | 5.8 (42.4)                                     |
| Mínima mitjana °C (°F)                         | −8.0 (17.6)                                    | −8.5 (16.7)                                    | −4.2 (24.4)                                    | 1.5 (34.7)                                     | 7.0 (44.6)                                     | 11.7 (53.1)                                    | 15.0 (59)                                      | 13.4 (56.1)                                    | 8.8 (47.8)                                     | 4.0 (39.2)                                     | −1.8 (28.8)                                    | −6.1 (21)                                      | 2.7 (36.9)                                     |
| Mínima rècord °C (°F)                          | −35.9 (−32.6)                                  | −35.2 (−31.4)                                  | −29.9 (−21.8)                                  | −21.8 (−7.2)                                   | −6.6 (20.1)                                    | 0.1 (32.2)                                     | 4.9 (40.8)                                     | 1.3 (34.3)                                     | −3.1 (26.4)                                    | −12.9 (8.8)                                    | −22.2 (−8)                                     | −34.4 (−29.9)                                  | −35.9 (−32.6)                                  |
| Precipitació mitjana mm (polzades)             | 44 (1.73)                                      | 33 (1.3)                                       | 37 (1.46)                                      | 31 (1.22)                                      | 46 (1.81)                                      | 71 (2.8)                                       | 79 (3.11)                                      | 83 (3.27)                                      | 64 (2.52)                                      | 68 (2.68)                                      | 55 (2.17)                                      | 51 (2.01)                                      | 661 (26.02)                                    |
| Neu mitjana cm (polzades)                      | 18 (7.1)                                       | 22 (8.7)                                       | 22 (8.7)                                       | 29 (11.4)                                      | 1 (0.4)                                        | 0 (0)                                          | 0 (0)                                          | 0 (0)                                          | 0 (0)                                          | 4 (1.6)                                        | 14 (5.5)                                       | 18 (7.1)                                       | 128 (50.5)                                     |
| Mitjana de dies de pluja                       | 9                                              | 7                                              | 10                                             | 13                                             | 16                                             | 18                                             | 17                                             | 17                                             | 20                                             | 20                                             | 16                                             | 10                                             | 173                                            |
| Mitjana de dies de neu                         | 17                                             | 17                                             | 10                                             | 3                                              | 0                                              | 0                                              | 0                                              | 0                                              | 0                                              | 2                                              | 9                                              | 17                                             | 75                                             |
| Humitat relativa mitjana (%)                   | 86                                             | 84                                             | 79                                             | 69                                             | 65                                             | 69                                             | 71                                             | 76                                             | 80                                             | 83                                             | 86                                             | 87                                             | 78                                             |
| Mitjana mensual d'hores de sol                 | 21.7                                           | 53.7                                           | 124.0                                          | 180.0                                          | 260.4                                          | 276.0                                          | 266.6                                          | 213.9                                          | 129.0                                          | 71.3                                           | 24.0                                           | 12.4                                           | 1.633                                          |
| Font #1: Pogoda.ru.net                         |                                                |                                                |                                                |                                                |                                                |                                                |                                                |                                                |                                                |                                                |                                                |                                                |                                                |
| Font #2: HKO (sunshine hours)                  |                                                |                                                |                                                |                                                |                                                |                                                |                                                |                                                |                                                |                                                |                                                |                                                |                                                |

## Ciutats agermanades
Llista de ciutat agermanades de Sant Petersburg.
| - Almati, Kazakhstan - Anvers, Bèlgica - Århus, Dinamarca - Bakú, Azerbaidjan - Bangkok, Tailàndia - Barcelona, Catalunya - Bombai, Índia - Bordeus, França - Chengdu, Xina - Ciutat del Cap, Sud-àfrica - Ciutat Ho Chi Minh, Vietnam - Colombo, Sri Lanka - Daegu, Corea del Sud | - Dresden, Alemanya - Duixanbe, Tadjikistan - Edimburg, Escòcia - Yerevan, Armènia - Estocolm, Suècia - Gdańsk, Polònia - Göteborg, Suècia - Hamburg, Alemanya - l'Havana, Cuba - Hèlsinki, Finlàndia - Esfahan, Iran - Istanbul, Turquia - Kotka, Finlàndia | - Le Havre, França - Lió, França - Los Angeles, Estats Units - Manchester, Regne Unit - Melbourne, Austràlia - Mikkeli, Finlàndia - Milà, Itàlia - Montevideo, Uruguai - Niça, França - París, França - el Pireu, Grècia - Plòvdiv, Bulgària - Praga, República Txeca | - Quebec, Canadà - Riga, Letònia - Rio de Janeiro, Brasil - Rotterdam, Països Baixos - Santiago de Cuba, Cuba - Sebastòpol, Rússia - Tampere, Finlàndia - Tbilisi, Geòrgia - Tessalònica, Grècia - Turku, Finlàndia - Varsòvia, Polònia - Xangai, Xina - Zagreb, Croàcia |